# Meridiano 55 E
Meridiano 55 E é um meridiano que, partindo do Polo Norte, atravessa o Oceano Ártico, Europa, Ásia, Oceano Índico, Oceano Antártico, Antártida e chega ao Polo Sul. Forma um círculo máximo com o Meridiano 125 W.
Começando no Polo Norte, o meridiano 55º Este tem os seguintes cruzamentos:
| País, território ou mar | Notas                                                                          |
| ----------------------- | ------------------------------------------------------------------------------ |
| Oceano Ártico           |                                                                                |
| Rússia                  | Entre outras, passa na Ilha Salisbury e na Ilha Luigi, Terra de Francisco José |
| Oceano Ártico           | Mar de Barents                                                                 |
| Rússia                  | Ilha Severny e Ilha Yuzhny, Nova Zembla                                        |
| Oceano Ártico           | Mar de Pechora                                                                 |
| Rússia                  |                                                                                |
| Cazaquistão             |                                                                                |
| Turquemenistão          |                                                                                |
| Irão                    |                                                                                |
| Golfo Pérsico           |                                                                                |
| Emirados Árabes Unidos  |                                                                                |
| Arábia Saudita          |                                                                                |
| Omã                     |                                                                                |
| Oceano Índico           | Passa a oeste da Ilha Silhouette, Seicheles · Passa a oeste de Reunião, França |
| Oceano Antártico        |                                                                                |
| Antártida               | Território Antártico Australiano, reclamado pela Austrália                     |